# Rudá Hvězda Brno
Rudá Hvězda Brno – czechosłowacki klub sportowy (m.in. piłkarski i hokejowy) z siedzibą w Brnie, istniejący w latach 1952–1962.

## Historia
Klub piłkarski rozegrał cztery sezony w pierwszej lidze Czechosłowacji. W 1962 roku został wchłonięty przez klub Spartak ZJŠ Brno. Na arenie międzynarodowej klub znany dzięki występowi w pierwszej edycji Pucharu Zdobywców Pucharów.
Klub hokejowy wielokrotnie zmieniał nazwę na HC Kometa Brno.

## Sukcesy
- Złoty medal mistrzostw Czechosłowacji (11 razy): 1955, 1956, 1957, 1958, 1960, 1961, 1962, 1963, 1964, 1965, 1966
- Puchar Czechosłowacji: 1959/60 (Spartakíadní Pohár)

## Sezony w I lidze
- 1957/58 – 7 miejsce
- 1958/59 – 5 miejsce
- 1959/60 – 10 miejsce
- 1960/61 – 12 miejsce

## Europejskie puchary
Legenda do wszystkich tabel:
- Q – runda eliminacyjna, 1/16, 1/8, 1/4, 1/2 – odpowiednia faza rozgrywek, Grupa – runda grupowa, 1r gr – pierwsza runda grupowa, 2r gr – druga runda grupowa, F – finał, R – runda, PO – play-off
- k. – rzuty karne, los. – losowanie, Dogr. – dogrywka, w. – zasada bramek strzelonych na wyjeździe

| Sezon   | Rozgrywki                 | Runda | Przeciwnik      | Dom | Wyjazd | Ogólnie |
| ------- | ------------------------- | ----- | --------------- | --- | ------ | ------- |
| 1960/61 | Puchar Zdobywców Pucharów | 1R    | Vorwärts Berlin | 2–0 | 1–2    | 3–2     |
| 1960/61 | Puchar Zdobywców Pucharów | 1/4   | Dinamo Zagrzeb  | 0–0 | 0–2    | 0–2     |